# Kollmarsreute
Kollmarsreute es un barrio de Emmendingen en Baden-Wurtemberg, Alemania. Desde 1971 es un barrio de la ciudad Emmendingen, pero tiene su propia administración local. Tiene unos 1800 habitantes.
Kollmarsreute está ubicado en la Brisgovia septentrional entre Emmendingen, el río Elz y el monte Hornberg. Fue mencionado por vez primera en un documento escrito de 1344. La desinencia -reute indica que el territorio fue deforestado y se supone que Kollmar- refiere a la familia de caballeros brisgovianos Kollmann.
Altdorf es una pequeña aldea que pertenece a Kollmarsreute. El nombre Altdorf se traduce como "aldea vieja" y se supone que fue el origen de Kollmarsreute, pero que la mayoría de los habitantes se trasladaron a causa de las inundaciones del río Elz.

## Enlaces
- Páginas Badenses: Imágenes de Kollmarsreute Archivado el 17 de diciembre de 2013 en Wayback Machine. (22 fotos).

- Datos: Q1560834
- Multimedia: Kollmarsreute (Emmendingen) / Q1560834